# Худайкулиев, Салай
Салай Худайкулиев (род. 1935 год, Хазараспский район, Хорезмская область, Узбекская ССР) — механизатор колхоза имени Фрунзе Хазараспского района Хорезмской области, Узбекская ССР. Герой Социалистического Труда (1973). Депутат Верховного Совета СССР 10-го созыва.

## Биография
Родился в 1935 году в одном из сельских населённых пунктов Хазараспского района. Окончил местную школу. С 1950 года трудился помощником тракториста, трактористом, механиком в Хазараспской МТС. С 1958 года — заместитель председателя хлопководческого колхоза имени Фрунзе Хазараспского района. В 1964 году назначен бригадиром механизированной хлопководческой бригады в этом же колхозе.
Бригада под его руководством ежегодно показывала высокие трудовые результаты в хлопководстве. Досрочно выполнила принятое коллективное социалистическое обязательство и планы Восьмой пятилетки (1966—1970) по хлопководству и заняла передовое место в социалистическом соревновании среди хлопководческих коллективов Хазараспского района. За выдающиеся трудовые результаты по итогам Восьмой пятилетки был награждён Орденом Ленина.
В последующие годы бригада Салая Худайкулиева продолжала получать высокие урожаи хлопка-сырца и по итогам 1973 года заняла передовое место в социалистическом соревновании среди хлопководов Хазараспского района. Указом Президиума Верховного Совета СССР от 10 декабря 1973 года удостоен звания Героя Социалистического Труда за «выдающиеся успехи, достигнутые во Всесоюзном социалистическом соревновании, проявленную трудовую доблесть в выполнении планов и социалистических обязательств по увеличению производства и продажи государству хлопка и других продуктов земледелия в 1973 году» с вручением ордена Ленина и золотой медали «Серп и Молот» (№ 12419).
Избирался депутатом Совета Национальностей Верховного Совета СССР от Узбекской ССР 10-го созыва (1979—1984).
Дальнейшая судьба не известна.
Награды
- Герой Социалистического Труда
- Орден Ленина — дважды (08.04.1971; 1973)
- Орден Октябрьской Революции (20.02.1978)